# Bermbach
Bermbach település Németországban, azon belül Türingiában. Lakosainak száma 504 fő (2017. december 31.).

## Népesség
A település népességének változása:

| 2014 | 544 |
| 2017 | 504 |